# Dietharts
Dietharts ist eine Ortschaft und eine Katastralgemeinde der Gemeinde Rappottenstein im Bezirk Zwettl in Niederösterreich.

## Geografie
Die Rotte liegt westlich von Roiten und linksseitig über dem Kamp. Der Ort ist nur über Nebenstraßen erreichbar und wird von Waldviertler Kulturpfad 665 durchquert. Zur Ortschaft zählt auch das Sägewerk Diethartsmühle an der Landesstraße L77.

## Siedlungsentwicklung
Zum Jahreswechsel 1979/1980 befanden sich in der Katastralgemeinde Dietharts insgesamt 10 Bauflächen mit 5.929 m² und 7 Gärten auf 537 m², 1989/1990 gab es 13 Bauflächen. 1999/2000 war die Zahl der Bauflächen auf 29 angewachsen und 2009/2010 bestanden 15 Gebäude auf 30 Bauflächen.

## Geschichte
Der Ort wurde 1371 zum ersten Mal schriftlich erwähnt. Im Jahr 1822 wurde der Ort als Dorf mit acht Häusern genannt, das nach Marbach am Walde eingepfarrt war, wohin auch die Kinder eingeschult wurden. Die Herrschaft Marbach besaß die Ortsobrigkeit, die Herrschaft Rottenbach übte die Landgerichtsbarkeit aus und die Herrschaft Rosenau besorgte die Konskription. Die Untertanen und Grundholde des Ortes gehörten den Herrschaften Marbach und Propstei Zwettl.
Mit der Aufhebung der Grundherrschaften wurde der Ort 1849 eine Katastralgemeinde der Gemeinde Roiten, dazu kam später noch die einzelnen Häuser Diethartsmühle. Am 1. Jänner 1971 wird die bis dahin selbständige Gemeinde Roiten samt Dietharts nach Rappottenstein eingemeindet.
Laut Adressbuch von Österreich waren im Jahr 1938 in Dietharts ein Holzhändler und vier Landwirte mit Direktvertrieb ansässig.
1950/51 wird der Ort elektrifiziert, 1972 dann eine Ortsbeleuchtung installiert, gleichzeitig werden die Wege des Ortes asphaltiert.

## Bodennutzung
Die Katastralgemeinde ist landwirtschaftlich geprägt. 71 Hektar wurden zum Jahreswechsel 1979/1980 landwirtschaftlich genutzt und 51 Hektar waren forstwirtschaftlich geführte Waldflächen. 1999/2000 wurde auf 69 Hektar Landwirtschaft betrieben und 55 Hektar waren als forstwirtschaftlich genutzte Flächen ausgewiesen. Ende 2018 waren 63 Hektar als landwirtschaftliche Flächen genutzt und Forstwirtschaft wurde auf 59 Hektar betrieben. Die durchschnittliche Bodenklimazahl von Dietharts beträgt 18,1 (Stand 2010).